# Фурн Кабарде
Фурн Кабарде (фр. Fournes-Cabardès) насеље је и општина у јужној Француској у региону Лангдок-Русијон, у департману Од која припада префектури Каркасон.
По подацима из 2011. године у општини је живело 60 становника, а густина насељености је износила 4,82 становника/km². Општина се простире на површини од 12,45 km². Налази се на средњој надморској висини од 560 метара (максималној 851 m, а минималној 217 m).

## Демографија
| 1962. | 1968. | 1975. | 1982. | 1990. | 1999. | 2011. |
| ----- | ----- | ----- | ----- | ----- | ----- | ----- |
| 73    | 74    | 64    | 70    | 61    | 49    | 60    |

График промене броја становника у току последњих година